# Tom Lockyer
Thomas Alun Lockyer (født 3. december 1994) er en walisisk professionel fodboldspiller, som spiller for Premier League-klubben Luton Town og Wales' landshold.

## Klubkarriere

### Bristol Rovers
Lockyer spillede oprindeligt for sin lokalklub Cardiff City frem til alderen af 16 i 2011, hvor klubben bestemte at han var for lille til at spille som forsvarsspiller, og derfor måtte han forlade klubben. Han skiftede herefter til Bristol Rovers, hvor han gjorde sin førsteholdsdebut i januar 2013. Hans store gennembrud kom i 2014-15 sæsonen, efter at Rovers havde lidt nedrykning til Conference Premier året før. Han spillede her en central rolle i, at klubben vendte direkte tilbage til League Two i sæsonen.
Lockyer spillede over de næste sæsoner mere end 250 kampe for klubben, før han forlod ved kontraktudløb ved udgangen af 2018-19 sæsonen.

### Charlton Athletic
Lockyer skiftede i juni 2019 til Charlton Athletic. Han spillede en fast rolle på Charlton mandskabet, som endte med at rykke ned fra Championship i sæsonen. Lockyer valgte herpå, at aktivere en klausul i hans kontrakt, som tillod ham at forlade klubben, hvis de rykkede ned.

### Luton Town
Lockyer skiftede i september 2020 til Luton Town efter at have forladt Charlton. Han etablerede sig løbende over de næste sæsoner som en fast mand på holdet. Han blev efter en skade til Sonny Bradley i starten af 2022-23 gjort til anfører. Han imponerede i sæsonen, og blev kåret som årets spiller i klubben, da Luton sluttede på tredjepladsen. Under oprykningsslutspillets finale imod Coventry City kollapsede Lockyer efter bare 12 minutters spil, og blev kørt på hospitalet. Trods dette. så lykkedes det Luton at vinde på straffesparkskonkurrence, og rykke op i Premier League.

## Landsholdskarriere

### Ungdomslandhold
Lockyer har repræsenteret Wales på U/21-niveau.

### Seniorlandshold
Lockyer debuterede for Wales' landshold den 14. november 2017. Han var del af Wales' trupper til EM 2020 og VM 2022.

## Titler
Individuelle
- Luton Town Player of the Season: 1 (2022-23)
- EFL Championship Team of the Season: 1 (2022-23)